# Ordnance QF-6-Pfünder-7-cwt
Die Ordnance Quick Firing 6 pounder war eine britische Panzerabwehrkanone (Pak) mit einem Kaliber von 57 mm.
Der Ordnance Quick Firing 6-pounder 7 cwt, oder nur „6 pdr“, war für die Briten die Haupt-Panzerabwehrkanone in der Mitte des Zweiten Weltkrieges und auch die Hauptbewaffnung für eine Anzahl gepanzerter Fahrzeuge. Sie wurde zuerst im April 1942 in Nordafrika benutzt und ersetzte den „Zweipfünder“ schnell in der Panzerabwehrrolle, während sie dem „25-Pfünder“ erlaubte, zu seiner ursprünglichen Artillerierolle zurückzukehren. Die US-Armee benutzte den „6-Pfünder“ ebenfalls als Panzerabwehrkanone unter der Bezeichnung 57 mm Gun M1.

## Entwicklung und Produktion

### Entwicklung

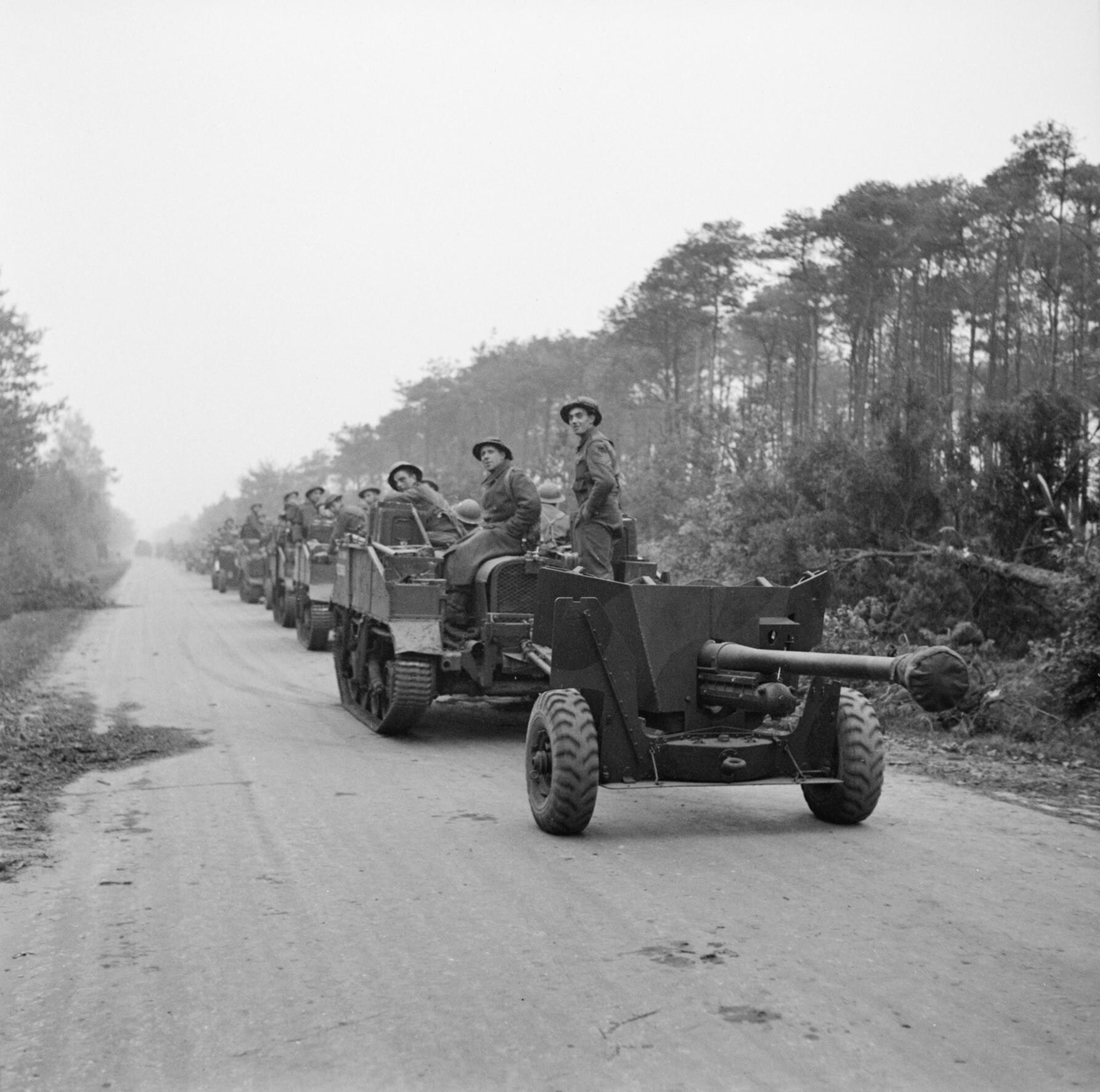
6-Pfünder mit Bren Carrier als Zugmaschine auf dem Marsch, Niederlande, Oktober 1944

Die aufgrund der geringen Kalibergröße begrenzte Durchschlagsfähigkeit sowie der schwerwiegende Nachteil, keine Sprenggranaten verschießen zu können, war bereits bei der Indienststellung der 2-Pfünder-Kanone bekannt und so wurde ab 1938 daran gearbeitet, sie durch eine leistungsfähigere Waffe zu ersetzen. Das Woolwich Arsenal wurde mit der Entwicklung betraut. Das 57-mm-Kaliber wurde für die neue Kanone gewählt, da es in der Royal Navy bereits seit dem späten 19. Jahrhundert eingesetzt wurde und damit Arbeitsgrundlagen für den Entwurf vorhanden waren. Ein Prototyp war 1940 fertiggestellt, eine transportfähige Variante wurde im Jahr 1941 vorgestellt. Die Produktion wurde weiterhin durch die Niederlage in der Schlacht um Frankreich verzögert, da der Materialverlust und die Aussicht einer deutschen Invasion die Wiederaufrüstung der Armee vordringlicher machten. Daher wurde die Entscheidung getroffen, die Produktion des 2-Pfünders fortzusetzen, um den Zeitverlust durch die Produktionsanpassung und Einlernphase der Soldaten an die neue Waffe zu verhindern. Die Produktion des 6-Pfünders begann im November 1941, die Einführung in der Armee war Mai 1942.
Im Gegensatz zum 2-Pfünder wurde die neue Kanone auf einer herkömmlichen zweirädrigen Lafette genutzt. Die erste Variante für die Massenproduktion – die Mk II – unterschied sich von der zuerst gefertigten Mk I dadurch, dass sie ein kürzeres L/43-Rohr besaß. Die folgende Mk IV wurde mit einem L/50-Rohr mit einer Mündungsbremse ausgestattet.
Obwohl der „6-Pfünder“ einigermaßen konkurrenzfähig war, begann die Armee die Entwicklung einer stärkeren Waffe ab 1942. Ihr Ziel war es, eine Waffe in den Ausmaßen des „6-Pfünders“, aber mit besserer Wirkung zu schaffen. Der erste Versuch war ein „8-Pfünder“, diese Version erwies sich jedoch als zu schwer, um in derselben Rolle wie der „6-Pfünder“ genutzt zu werden. Ein zweiter Versuch mit einem geringeren Kaliber zeigte nur unwesentlich bessere Merkmale als der „6-Pfünder“. Das Programm wurde schließlich im Januar 1943 beendet.
Stattdessen ging der „6-Pfünder“ in Produktion und Dienst neben der nächsten Generation der britischen Panzerabwehrkanonen, dem „17-Pfünder“, der ab Februar 1943 benutzt wurde. Als eine kleinere und beweglichere Kanone wurde der „6-Pfünder“ nicht nur während des restlichen Krieges, sondern noch 20 Jahre später genutzt.
Außer in Großbritannien wurde die Kanone auch in Kanada produziert.

### US-Produktion
Der Gedanke, den „6-Pfünder“ auch in den USA zu fabrizieren, wurde vom US Army Ordnance im Februar 1941 aufgefasst. Zu dieser Zeit bevorzugte die US-Armee immer noch die 37-mm-Kanone M3 und die Produktion war nur für „Lend & Lease“ geplant. Die US Version, klassifiziert als Standard-Ersatz unter der Bezeichnung 57-mm-Kanone M1, basierte auf der Mk II, von dem zwei Einheiten aus Großbritannien geliefert wurden, die jedoch ein längeres Rohr hatten (statt L/43 ein L/50 langes Geschützrohr). Die Produktion begann Anfang 1942 und dauerte bis 1945 an.
| Jahr       | 1942  | 1943  | 1944  | 1945  | Insg.  |
| Produziert | 3.877 | 5.856 | 3.902 | 2.002 | 15.637 |

## Einsatzgeschichte

### Britischer Einsatz

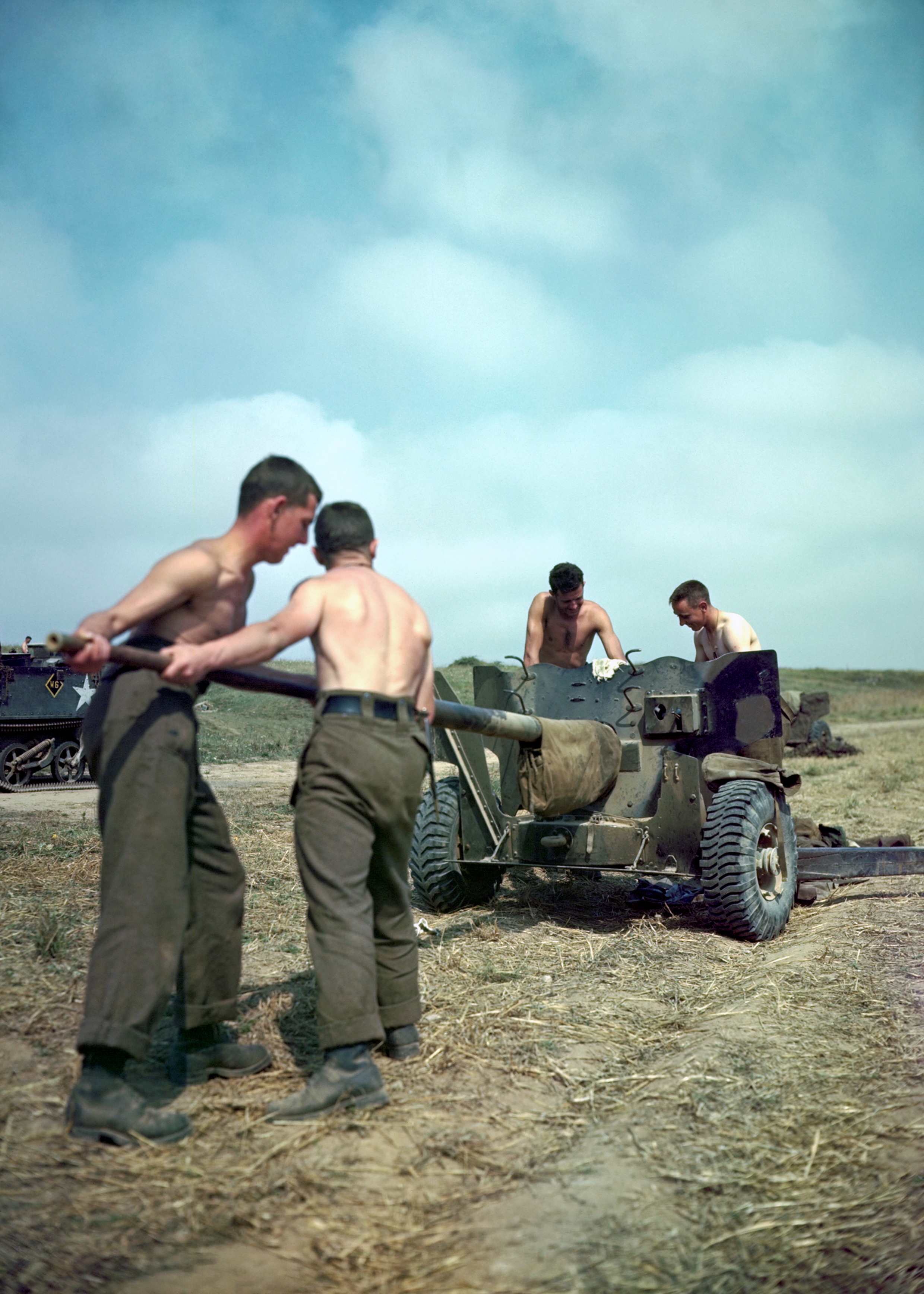
Juni 1944: Kanadische Soldaten reinigen eine „6-Pfünder“

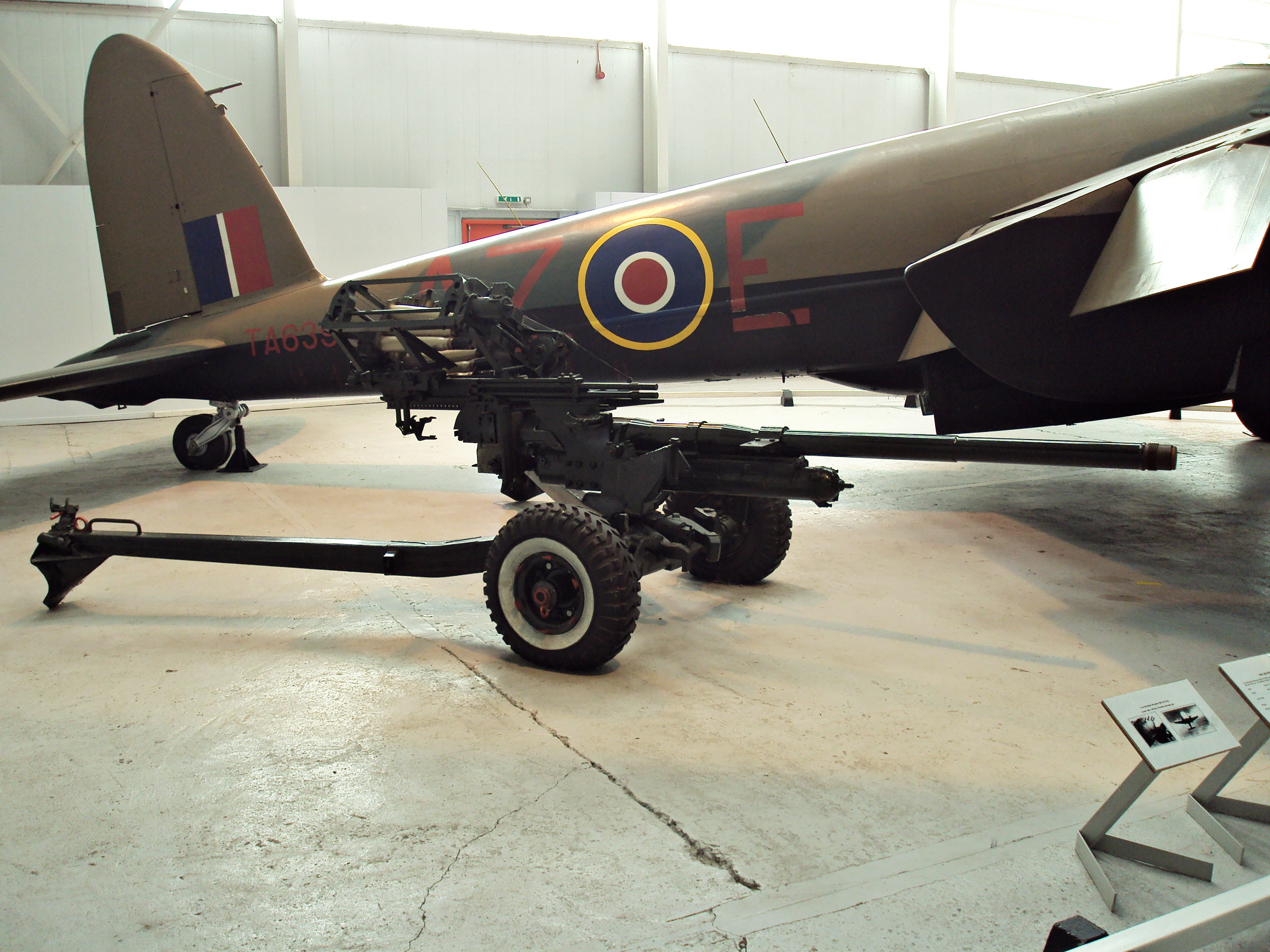
Molins gun neben De Havilland DH.98 Mosquito

Die „6-Pfünder“ (und die in den USA gebauten M1, von denen 4242 geliefert wurden) wurden anfangs an die „Royal Artillery“ Panzerabwehrregimenter der Infanterie- und Panzerdivisionen an den westlichen Kriegsschauplätzen (vier Batterien zu je zwölf Stück) und später zu je sechs Stück an die Panzerabwehrzüge der Infanteriebataillone ausgegeben. Ein Luftlandebataillon hatte eine Panzerabwehr-Kompanie mit je zwei Panzerabwehrzügen zu je vier Geschützen. Der fernöstliche Kriegsschauplatz hatte geringere Priorität und eine andere Organisation aufgrund geringerer Bedrohung durch Panzer. Die Kanone wurde auch bei Truppen des Commonwealth eingesetzt.
Zu Beginn bestand die Panzerabwehrmunition aus der normalen AP-Panzergranate. Ab Januar 1943 wurden auch APCBC-Panzergranaten mit verbesserter Spitze geliefert. Ebenso wurde auch eine Sprenggranate gegen ungepanzerte Ziele produziert.
Die „6-Pfünder“ konnte es ohne Probleme mit gegenwärtigen Feindpanzern aufnehmen, aber mit der Zeit führten die Deutschen mit dem Tiger und dem Panther leistungsfähigere und schwerere Panzer ein. Die Standardgranate des „6-Pfünders“ war unzureichend gegen die Panzerung dieser neuen Modelle; so konnte der Tiger selbst aus geringster Entfernung von keiner Seite mit der AP-Granate durchschlagen werden. Mit speziellen APDS-Unterkalibergeschossen konnte jedoch auch diese Waffe diesen Panzern gefährlich werden. Tatsächlich war es eine „6-Pfünder“, die mit diesen Hartkerngeschossen die ersten zwei Tiger-Panzer auf dem nordafrikanischen Kriegsschauplatz außer Gefecht setzte.
In den „Royal Artillery“ Regimentern wurden die „6-Pfünder“ ab 1943 allmählich von den „17-Pfündern“ ersetzt, aber in Infanterieeinheiten blieb das Geschütz bis 1960 im Dienst.
Außerdem wurde eine vollautomatische Version – Molins gun – für den Marineeinsatz entwickelt. Auf Motor Gun Boats und einigen Motor Torpedo Boats der Royal Navy stellte die 6-Pfünder QF Mark II die Hauptbewaffnung dar. Die Kanone wurde ebenfalls zur Schiffsbekämpfung in der De Havilland DH.98 Mosquito Mk. XVIII beim britischen Coastal Command eingesetzt. Die erste derart umgerüstete Maschine flog am 8. Juni 1943, weitere 26 Mk. XVIII folgten als Neubauten.

### US-Einsatz
Im Frühling 1943 setzte sich infolge der Erfahrungen des Afrikafeldzuges die Einsicht in die Notwendigkeit durch, eine schwerere Panzerabwehrkanone als die bisherige 37-mm-M3 einzusetzen. Gemäß einer Organisationstabelle für Ausrüstung vom 26. Mai 1943 besaß eine Regiments-Panzerabwehrkompanie neun 57-mm-Geschütze und jedes Bataillon hatte einen Panzerabwehrzug mit je drei Geschützen, was 18 Geschütze pro Regiment ergab. 1½ t-Lastkraftwagen Dodge 6×6 waren als Zugmaschinen vorgesehen. Mitte 1944 war die M1 die Standard-Pak der US-Infanterie an der Westfront und übertraf die Anzahl der M3 in Italien.
Wegen der unerwarteten Indienststellung der neuen Waffe war die AP-Munition 1943 die einzige produzierte Munitionsart. Erst nach dem Feldzug in der Normandie erreichten Sprenggranaten das Schlachtfeld, jedoch auch nicht in großer Zahl. Dies begrenzte die Effizienz der M1 in der Infanterieunterstützung.
Die US-Armee benutzte auch eine begrenzte Anzahl an britischen „6-Pfündern“ auf der Lafette Mk3, die dafür ausgelegt war, in einem Horsa-Gleiter transportiert zu werden. Diese Geschütze wurden benutzt, um die 37-mm-M3 vor den Luftlandungen in der Normandie zu ersetzen.
Die M1 wurde kurz nach dem Kriegsende außer Dienst gestellt.
Verwendung fand das Geschütz zudem beim Radpanzer T18 Boarhound.

### Andere Benutzer
Außer in US-, britischen- oder Commonwealth-Einheiten wurde die M1 infolge des Lend-Lease-Programms an die Freien Französischen Streitkräfte (653), die Sowjetunion (400) und an Brasilien (57) geliefert.
Israel setzte den „6-Pfünder“ in den 1950er-Jahren in Panzerabwehrbataillonen und -zügen auf Brigade- und Bataillonsebene ein. Ende 1955 besaß die israelische Armee 157 Geschütze und 1956 wurden in den Niederlanden weitere 100 Stück gekauft – jedoch zu spät, um noch vor der Suez-Krise an die Truppen ausgegeben werden zu können.

### Heutiger Einsatz
Das Geschütz soll in einigen südafrikanischen Staaten noch im aktiven Einsatz stehen.

## Varianten

### Versionen
- Mk 1 – begrenzte Produktion mit dem L/50-Lauf
- Mk 2 – erste Version für die Massenproduktion, gekürzter L/43-Lauf
- Mk 3 – Panzerversion der Mk2
- Mk 4 – L/50 Lauf, dazu eine Mündungsbremse
- Mk 5 – Panzerversion der Mk4
- Molins gun – „6-Pfünder“ mit automatischer Ladevorrichtung, eingesetzt bei der Marine und in De-Havilland-Mosquitos der RAF.
- 57 mm Gun M1 – US-Version, L/50-Lauf.

### Verwendung in Panzerfahrzeugen
Die Panzerversionen des „6-Pfünders“ wurden im Crusader III, Cavalier, Centaur I und II, Cromwell I bis III, Valentine VIII bis X und im Churchill III und IV eingesetzt.

## Techniktabellen

### Munition
| Art                                                      | Modell                   | Gewicht, kg | Füllmasse        | Mündungsgeschwindigkeit, m/s (L/43 guns) | Mündungsgeschwindigkeit, m/s (L/50 guns) |
| -------------------------------------------------------- | ------------------------ | ----------- | ---------------- | ---------------------------------------- | ---------------------------------------- |
| Britische Munition                                       |                          |             |                  |                                          |                                          |
| AP (Armour Piercing)                                     | Shot, AP Mks 1 to 7      | 2,86        | –                | 853                                      | 892                                      |
| APC (Armour Piercing Capped)                             | Shot, APC, Mk 8T         | 2,86        | –                | 846                                      | 884                                      |
| APCBC (Armor-piercing, capped, ballistic capped shell)   | Shot, APCBC, Mk 9T       | 3,23        | –                | 792                                      | 831                                      |
| Hartkerngeschoss APCR (Armour Piercing, Composite Rigid) | Shot, APCR, Mk 1T        | 1,90        | –                |                                          | 1.082                                    |
| APDS (Armor Piercing, Discarding Sabot)                  | Shot, APDS, Mk 1T        | 1,42        | –                |                                          | 1.219                                    |
| HE (High Explosiv)                                       | Shell, HE, Mk 10T        | etwa 3      | –                |                                          | 820                                      |
| US Munition                                              |                          |             |                  |                                          |                                          |
| AP                                                       | AP Shot M70              | 2,85        | –                |                                          | 853                                      |
| APCBC/HE                                                 | APC Shot M86             | 3,30        | 34 g Sprengstoff |                                          | 823                                      |
| HE                                                       | HE Shell T18 / M303      |             |                  |                                          |                                          |
| Kartätsche Canister                                      | Canister Shot T17 / M305 |             |                  |                                          |                                          |